# سبايرو: موسم الجليد
 سبايرو: موسم الجليد (بالإنجليزية: Spyro: Season of Ice) لعبة فيديو من سلسلة سبايرو أصدرت اللعبة لجهاز جيم بوي أدفانس في 2001 في أمريكا الشمالية وفي 2002 في اليابان تعتبر اللعبة أول لعبات سباريو حصرية لجيم بوي أدفانس وأول لعبة في السلسلة طورت في شركة غير شركة أنسومانيك.